# Philadelphus coronarius
La celinda (Philadelphus coronarius L.), llamada también jeringuilla, celindo o filadelfo, es una popular planta ornamental muy cultivada en jardines de las regiones templadas perteneciente a la familia Hydrangeaceae. A veces también recibe el nombre de jeringuilla, etimológicamente derivado de una sinonimia en la denominación en latín de su género Syringa. Se consideran arbustos 

## Descripción
La celinda es un arbusto caducifolio que pierde la hoja en invierno y florece en verano. Mide de 1 a 3 metros de altura, muy decorativo. Sus hojas son de forma ovada o elíptica, muy finas y apuntadas con 6-11 dientes a cada lado, con una débil pilosidad. Las ramas viejas son colgantes en su extremo.

Las flores son de un color blanco lechoso, de unos 3 cm de diámetro en forma de cuenco que se pueden encontrar en solitario, en pequeñas penivulas o en racimos en verano.  Generalmente son fragantes caracterizado por un olor dulce que recuerda al del azahar.

## Cultivo y usos
Las mejores condiciones para el crecimiento de esta planta es el pleno sol o la semisombra, creciendo en un suelo húmedo con el potencial de crecer con tierra ácida, alcalina y neutral, pudiéndose plantar en cualquier dirección, frente a cualquier hemisferio. Es aconsejable plantar las raíces desnudas en invierno sin que el suelo esté congelado o anegado. Seguidamente, se incorpora mucho estiércol bien descompuesto o compost de jardín para mejorar el suelo y agua.
Es una planta de bajo mantenimiento que se usa para los jardines internos y externos, por su valor ornamental y por su fragancia.

## Origen y distribución

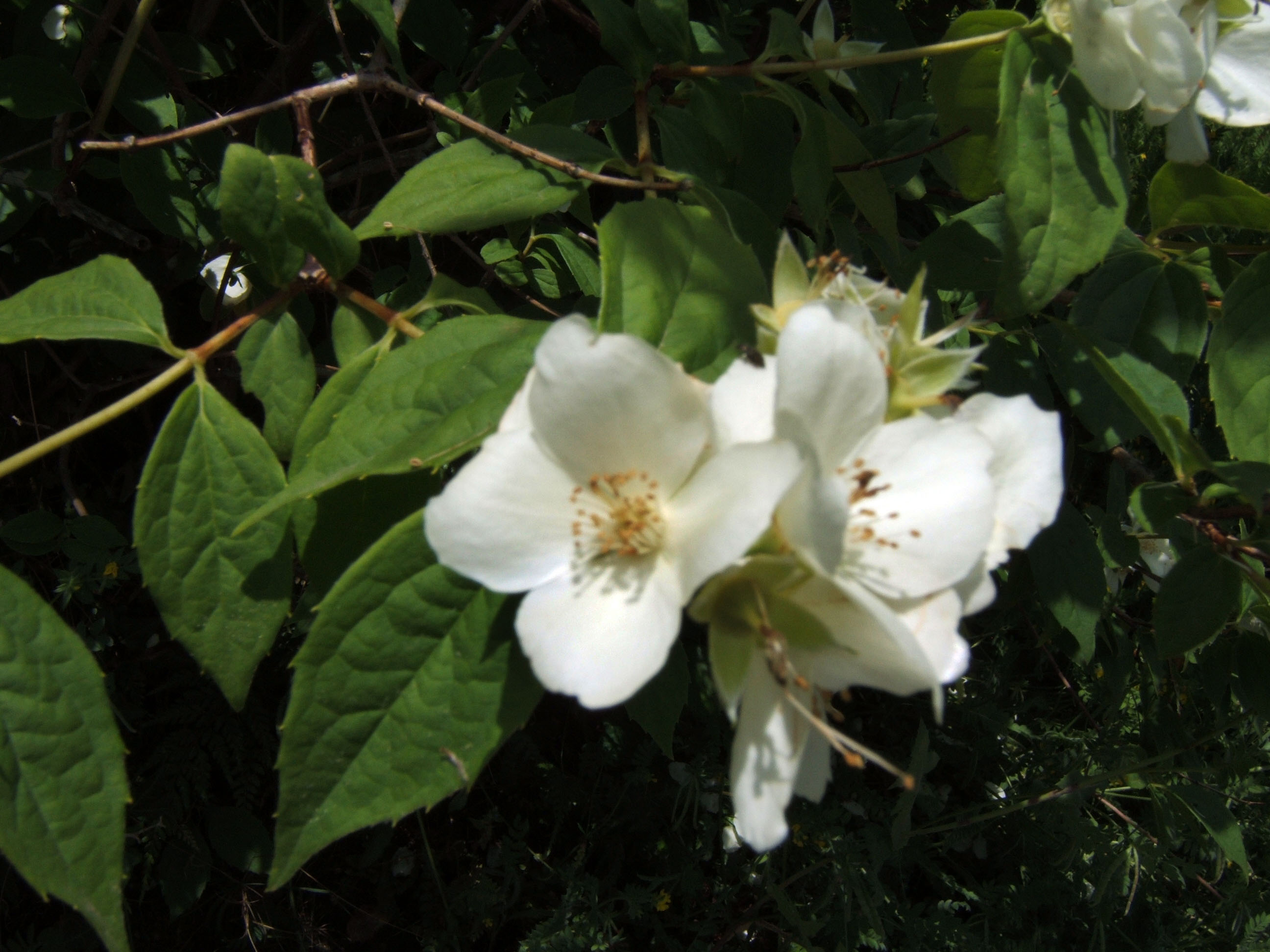
Flores y hojas de una celinda vistas en detalle.

Por lo general se acepta que es original del sur de Europa o de la región oriental del Mediterráneo. Puede que en algunas regiones donde hoy se encuentra asilvestrada fuera introducida en tiempos remotos, como, por ejemplo, en el norte de Italia. En todo caso es difícil determinar su área original con precisión.
En la península ibérica no se encuentra en estado salvaje. 
En la actualidad se halla ampliamente distribuida en toda Europa.